# Analectes de Confuci
El Lun yu o les Analectes o Converses de Confuci (en xinès tradicional 論語, en xinès simplificat 论语, en pinyin Lúnyǔ), és una obra d'aforismes i de diàlegs reunits pels deixebles del pensador xinès Confuci, la primera versió de la qual data probablement del segle iii aC, és a dir, un parell de segles després de la mort del mestre (479 aC). S'hi inclouen els principis bàsics del confucianisme que són la decència, rectitud, lleialtat i pietat filial.
És un dels llibres bàsics de la humanitat que han exercit una influència més àmplia i persistent. Precisament pel fet de constituir un dels llibres fonamentals del confucianisme, aquesta obra ha estat un referent essencial al llarg de les generacions per al món xinès i el seu àmbit d'irradiació en l'Àsia oriental. És una obra breu i heterogènia, esquitxada d'errades i extravagàncies, probablement a causa d'errades i a dificultats de traducció i interpretació. Sembla difícil establir amb certesa la data exacta de la composició dels vint llibres de la versió actual, ja que són d'èpoques i fonts diverses.
Hi ha una traducció al català en una edició bilingüe en xinès.

## Conceptes clau de lesAnalectes
- Tao

Representa el camí de la benevolència i el cultiu mental que l'individu ren (人）segueix com una formació contínua, adaptant-se a "l'ordre natural de les coses". Tao (道) representa per a l'individu una font de llibertat i màxima saviesa".
- Shu

Representa la simpatia i el "judici dels sentiments de l'altre a través dels propis" i constitueix el "quadre de mesura" per a actuar envers l'altre.
- Ren

Representa el "sentit de l'humà", constitueix l'home com a entitat moral dins les relacions humanes, comporta l'altruisme i es relaciona amb els principis de zhong i shu ("equitat envers els altres" i "altruisme") i la seva pràctica són el camí de ren i que a la vegada comporta yi (justícia). El ren encarna així el conjunt de virtuts i configura "la virtut perfecta".
- Yi

Representa el "sentit de justícia i el deure", la transformació de l'interès personal en general de l'individu, que actua per aquest "imperatiu categòric" de caràcter moral, "fent el que cal i per si mateix". Els deures de l'individu són per si mateixos antagònics a li (benefici propi) i, per tant, en la seva essència tendeixen a ren (benevolència), a "estimar els altres".
- Li

Representa "l'etiqueta", les bones formes les quals asseguren l'harmonia (yue) en les relacions socials i es manté indissociable del ren. L'individu pren consciència d'ell mateix (disciplina el seu ego) i de la seva relació amb els altres, diferencia l'humà d'allò bàrbar, a través del comportament ritual. L'associació entre yi (entès com l'aportació de cadascú amb la humanitat) i li conformen "l'acte significatiu".
- Junzi

Representen els homes de política i coneixement com a idea "d'home perfecte". El junzi（君子）confucià reuneix els tres valors fonamentals: aprendre contínuament, sentit de l'humà i l'esperit ritual que el converteixen en una autoritat moral. El junzi porta a terme el que és necessari sense buscar la recompensa, independentment de l'èxit o fracàs. És el coneixement de ming.